# Meča
Meča (cyr. Меча) – wieś w Bośni i Hercegowinie, w Republice Serbskiej, w gminie Berkovići. W 2013 roku liczyła 300 mieszkańców.